# Heinrich Campendonk
Heinrich Campendonk, född 3 november 1889 i Krefeld, död 9 maj 1957 i Amsterdam, var en tysk-nederländsk bildkonstnär, som bland annat var medlem av Der Blaue Reiter.

## Biografi
Heinrich Campendonk medverkade vid den betydelsefulla manifestationen av modern konst som efter franskt mönster (Salon d'Automne) kallades Erster Deutscher Herbstsalon i Berlin 1913. Påverkad av folkkonsten, av Paul Klee och Marc Chagall målade han i en dekorativ ytstil fantastiska drömlandskap i mörka glödande färger.  1928 utsågs han till professor vid Düsseldorfs konstakademi i glasmålning, muralmålning, mosaik och gobelängvävnad. Han var även verksam som träsnidare.
Från tyska museer beslagtogs 87 verk av Heinrich Campendonk av de nationalsocialistiska myndigheterna under deras förföljelse av modern konst. Sex av dessa medtogs på utställningen Entartete "Kunst" i Münchens Hofgarten 1937.
När den nazistiska regimen etablerades i Tyskland 1933 var han en av de många modernister som dömdes ut som "urartade" och förbjöds. Han flyttade då till Nederländerna, där han tillbringade resten av sitt liv. Från 1935 arbetade han i Amsterdam vid konstakademin, Rijksakademie van beeldende kunsten, först som lärare i dekorativ konst, grafik och glasmålning och sedan som akademins rektor. Han dog som naturaliserad nederländare. 

## Amsterdam

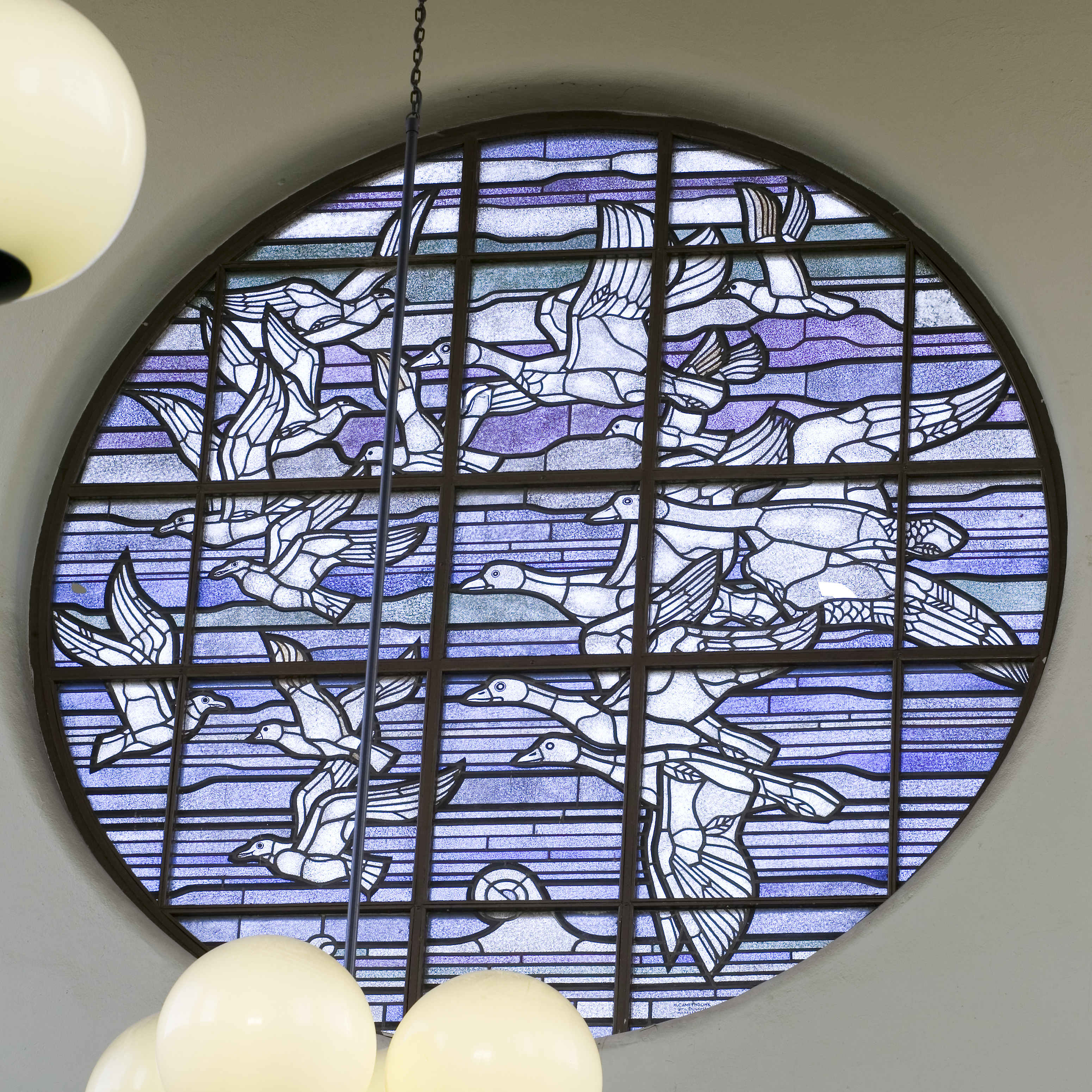
Muiderpoort Station
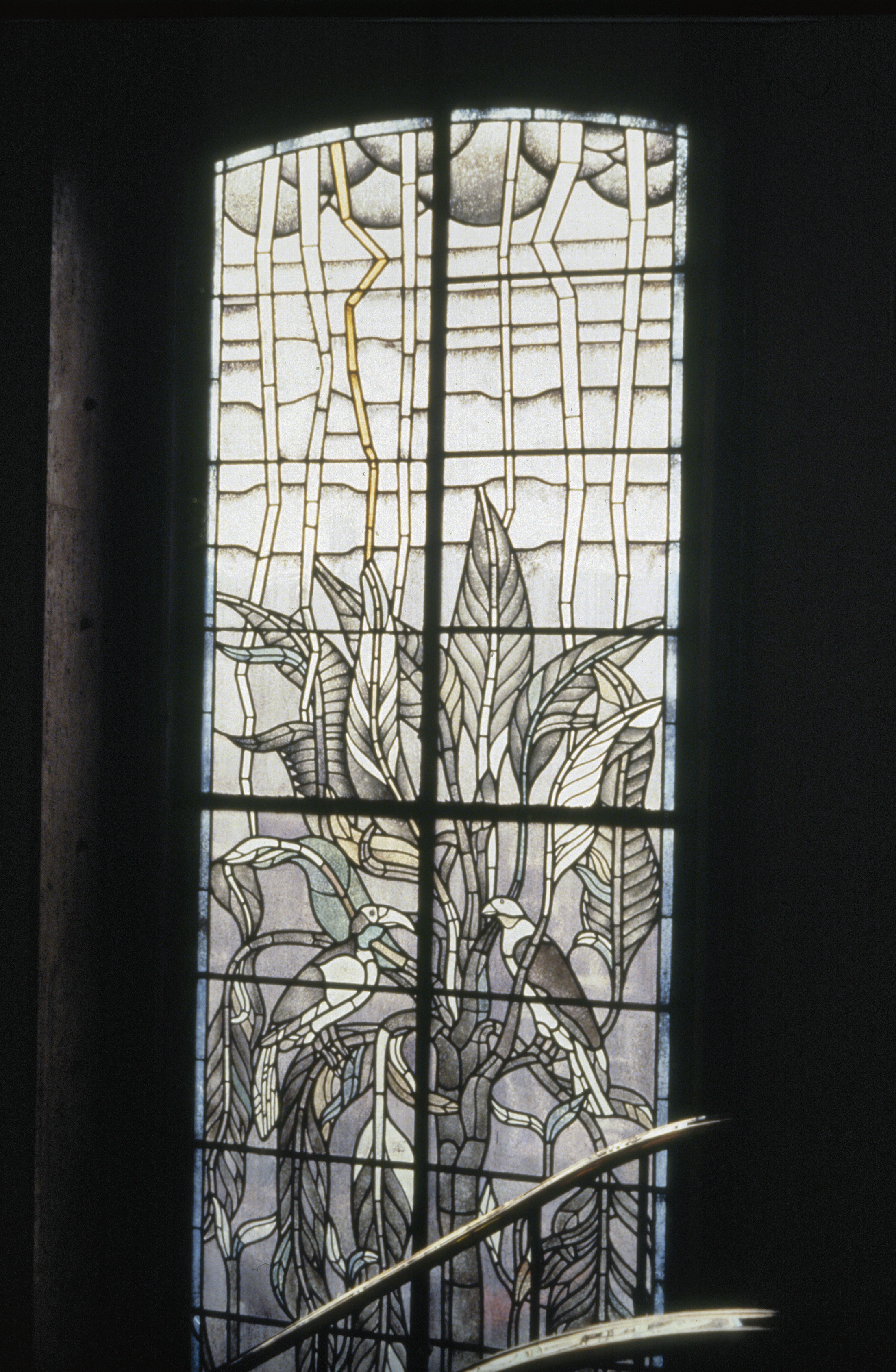
Keizersgracht 369
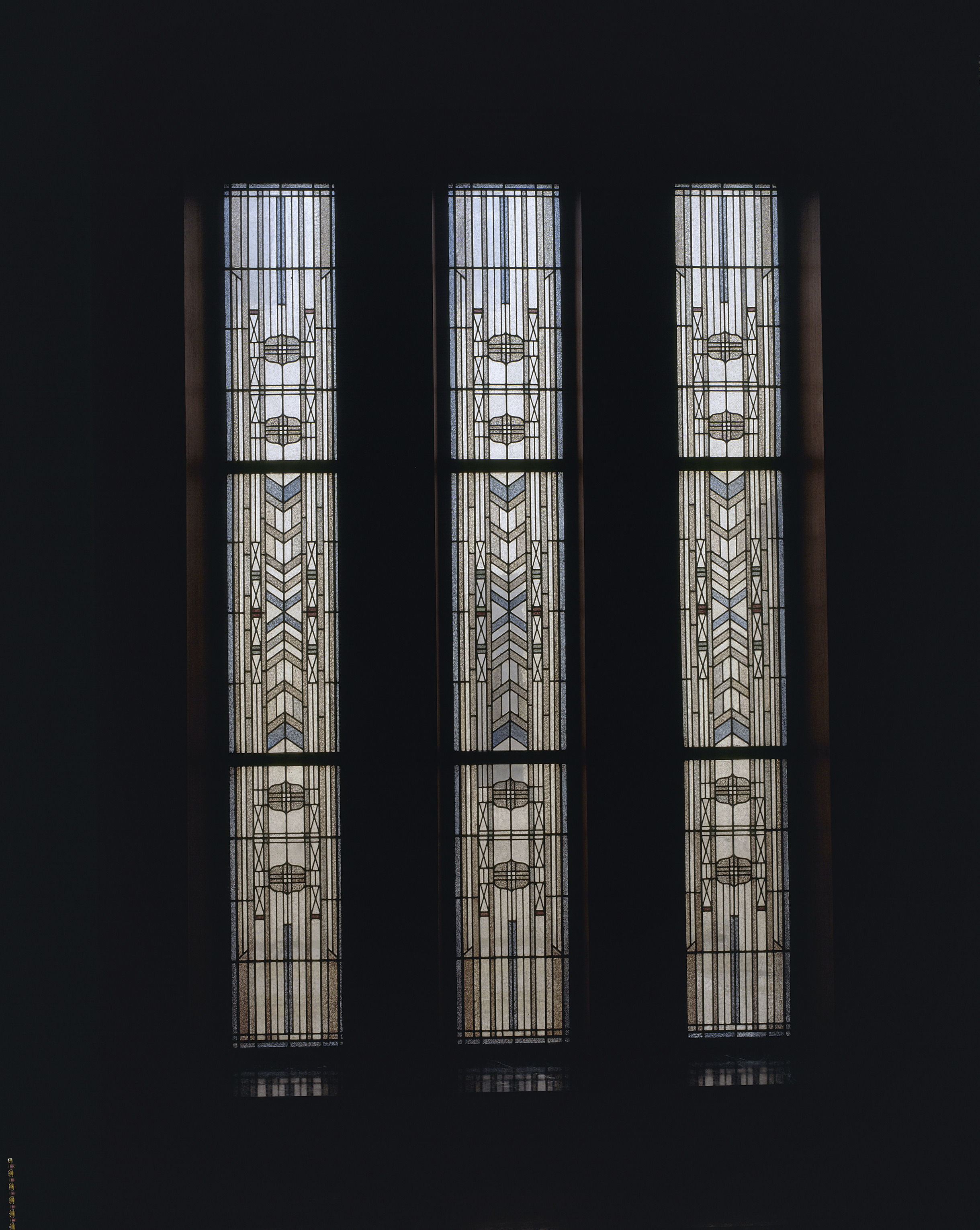
Keizersgracht 662
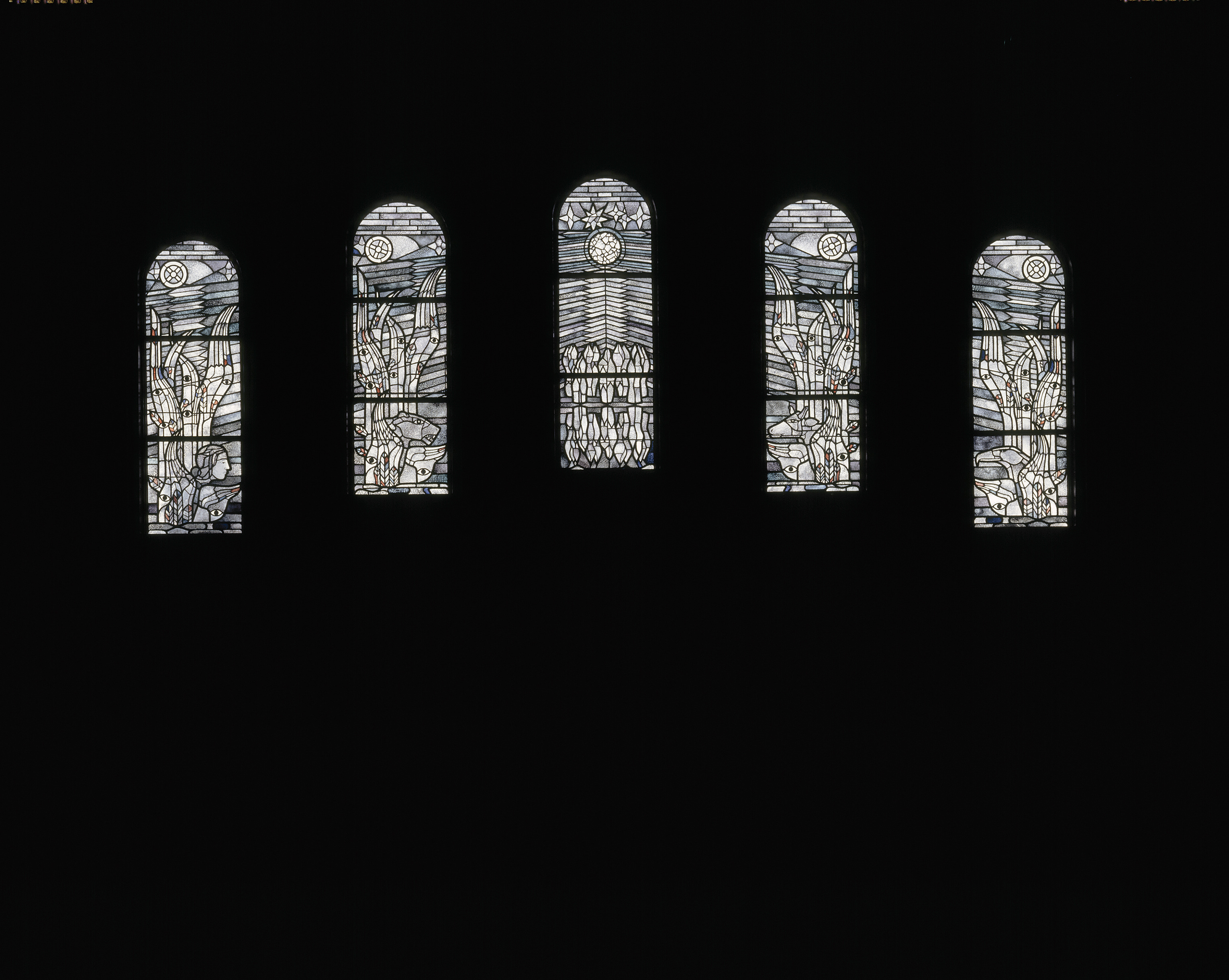
Richard Wagnerstraat 32
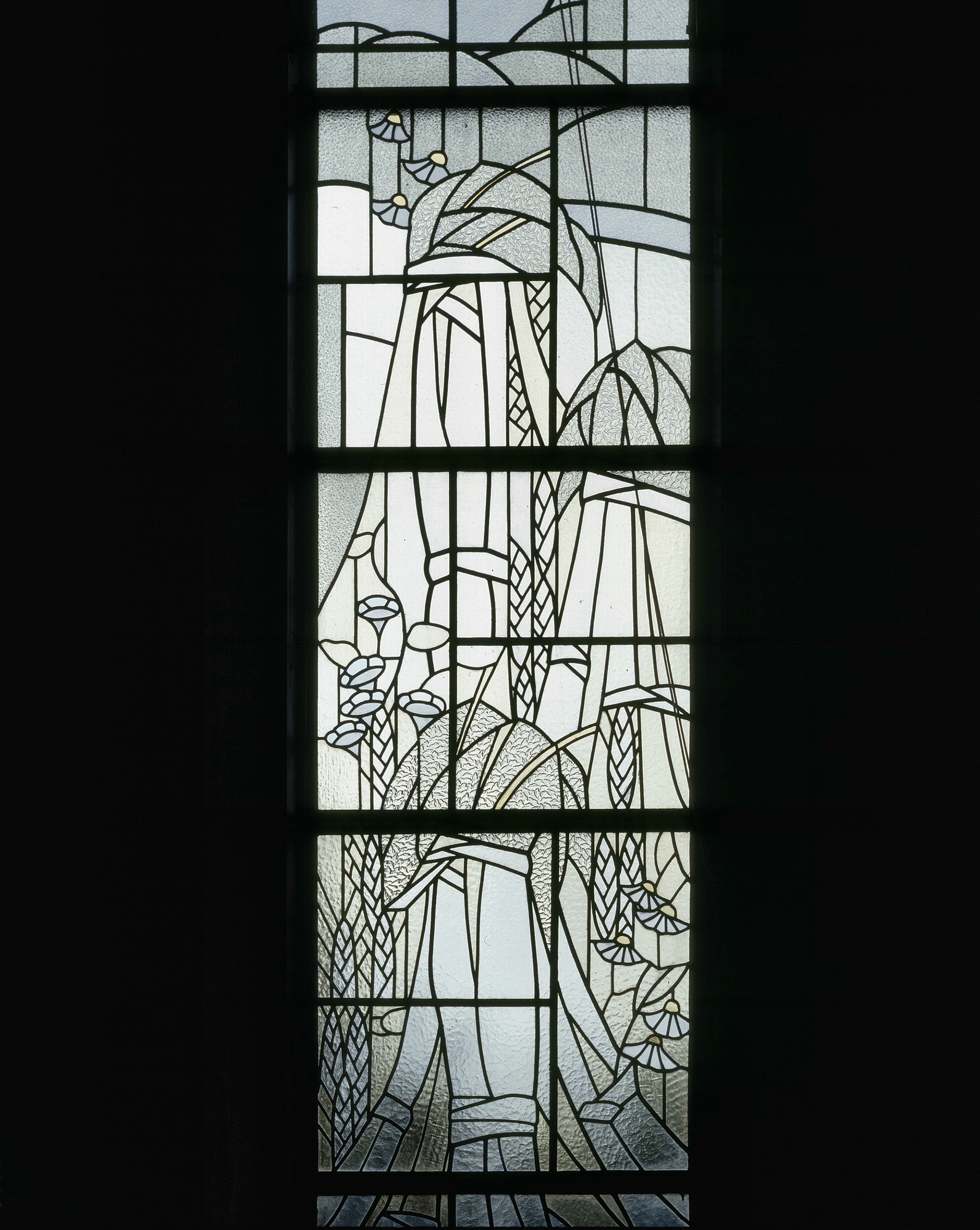
Richard Wagnerstraat 32